# Evolução do Colégio dos Cardeais sob o pontificado de Bento XV
Este artigo apresenta a evolução dentro do Sacro Colégio ou Colégio dos Cardeais durante o pontificado do Papa Bento XV, desde 31 de agosto de 1914, data da abertura do conclave que o elegeu, até 2 de fevereiro de 1922, data da abertura do conclave que elegeria seu sucessor.

## Evolução
Depois da conclave do cardeal Giacomo della Chiesa, o colégio de cardeais era formado por 64 cardeais. Bento XV criou 32 cardeais em cinco consistórios. 35 deles morreram durante o seu pontificado e um cardeal morreu durante a vacância.
| Data                                              | Evento                                             | Total |
| ------------------------------------------------- | -------------------------------------------------- | ----- |
| 3 setembro 1914                                   | Eleição do cardeal Giacomo della Chiesa (Bento XV) | 64    |
| de 10 de outubro de 1914 a 21 de dezembro de 1921 | Cardeais criados                                   | +32   |
| de 10 de outubro de 1914 a 21 de dezembro de 1921 | Cardeais falecidos                                 | -35   |
| 22 de janeiro de 1922                             | Morte do Papa Bento XV                             | 60    |
| 22 de janeiro de 1922                             | Morte do cardeal Enrique Almaraz y Santos          | 60    |
| 6 de fevereiro de 1922                            | Eleição do cardeal Achille Ratti (Pio XI)          | 59    |

## Composição por país de origem
Entre conclave de 1914  e conclave de 1922,  a composição do colégio por país de origem dos cardeais permaneceu praticamente inalterada: os italianos representaram ca. 50% dos membros com uma presença significativa de não europeus.
| País            | 1914 | 1922 |
| --------------- | ---- | ---- |
| Brasil          | 1    | 1    |
| Canadá          | 1    | 1    |
| Estados Unidos  | 3    | 2    |
| Total America   | 5    | 4    |
| Áustria         | 2    |      |
| Áustria         | 6    |      |
| Bélgica         | 1    | 1    |
| Tchecoslováquia |      | 1    |
| França          | 7    | 5    |
| Alemanha        | 2    | 3    |
| Países Baixos   | 1    | 1    |
| Polónia         |      | 2    |
| Itália          | 33   | 31   |
| Portugal        | 2    | 1    |
| Reino Unido     | 3    | 3    |
| Espanha         | 5    | 5    |
| Hungria         |      | 1    |
| Total Europa    | 60   | 56   |
| Total           | 65   | 60   |

## Composição por consistório
Como consequência da duração diferente dos pontificados do papa Pio X e do papa Bento XV, nos conclaves após a sua morte, os cardeais criados pelos pontífices anteriores eram quase um terço (21 de 65) em 1914 e mais da metade em 1922.
| Consistório               | 1914 | 1922 |
| ------------------------- | ---- | ---- |
| Março de 1884             | 1    |      |
| Junho de 1886             | 1    |      |
| Março de 1887             | 1    |      |
| Dezembro 1889             | 1    | 1    |
| Janeiro de 1893           | 3    | 1    |
| Maio de 1894              | 1    |      |
| Novembro de 1895          | 1    |      |
| Junho de 1896             | 2    |      |
| Novembro de 1896          | 1    | 1    |
| Abril de 1897             | 1    | 1    |
| Junho de 1899             | 4    | 2    |
| Abril de 1901             | 4    | 2    |
| Consistórios de Leão XIII | 21   | 8    |
| Novembro de 1903          | 1    | 1    |
| Dezembro de 1905          | 2    | 2    |
| Abril de 1907             | 6    | 3    |
| Dezembro de 1907          | 4    | 4    |
| Novembro 1911             | 17   | 9    |
| Dezembro de 1912          | 1    |      |
| Maio 1914                 | 13   | 5    |
| Consistórios de Pio X     | 44   | 24   |
| Dezembro de 1915          |      | 4    |
| Dezembro de 1916          |      | 10   |
| Dezembro 1919             |      | 5    |
| Março de 1921             |      | 6    |
| Junho de 1921             |      | 3    |
| Consistórios de Bento XV  |      | 28   |
| 'Total'                   | 65   | 60   |

## Evolução durante o pontificado
| Data       | Evento                                                            | País            | Total |
| ---------- | ----------------------------------------------------------------- | --------------- | ----- |
| 31/08/1914 | Cardeais na época do Conclave de 1914                             | Vaticano        | 65    |
| 03/09/1914 | Eleição papal do cardeal Giacomo della Chiesa como Papa Bento XV  | Vaticano        | 64    |
| 10/10/1914 | Morte do cardeal Domenico Ferrata (67 anos)                       | Itália          | 63    |
| 24/11/1914 | Morte do cardeal Aristide Cavallari (65 anos)                     | Itália          | 62    |
| 01/12/1914 | Morte do cardeal François-Virgile Dubillard (69 anos)             | França          | 61    |
| 05/12/1914 | Morte do cardeal Angelo Di Pietro (86 anos)                       | Itália          | 60    |
| 07/02/1915 | Morte do cardeal Scipione Tecchi (60 anos)                        | Itália          | 59    |
| 19/03/1915 | Morte do cardeal Antonio Agliardi (82 anos)                       | Itália          | 58    |
| 19/08/1915 | Morte do cardeal Serafino Vannutelli (80 anos)                    | Itália          | 57    |
| 03/09/1915 | Morte do cardeal Kolos Ferenc Vaszary, O.S.B. (83 anos)           | Hungria         | 56    |
| 15/09/1915 | Morte do cardeal Benedetto Lorenzelli (62 anos)                   | Itália          | 55    |
| 25/11/1915 | Morte do cardeal Franziskus von Sales Bauer (74 anos)             | República Checa | 54    |
| 06/12/1915 | criação de 6 Cardeal:                                             | Vaticano        | 60    |
| 06/12/1915 | Giulio Tonti                                                      | Itália          | 60    |
| 06/12/1915 | Alfonso Mistrangelo, S.P.                                         | Itália          | 60    |
| 06/12/1915 | Giovanni Cagliero, S.D.B.                                         | Itália          | 60    |
| 06/12/1915 | Andreas Früwirth, O.P.                                            | Áustria         | 60    |
| 06/12/1915 | Raffaele Scapinelli di Leguigno                                   | Itália          | 60    |
| 06/12/1915 | Giorgio Gusmini                                                   | Itália          | 60    |
| 19/03/1916 | Morte do cardeal Girolamo Maria Gotti, O.C.D. (81 anos)           | Itália          | 59    |
| 04/05/1916 | Morte do cardeal Hector Sévin (64 anos)                           | França          | 58    |
| 05/11/1916 | Morte do cardeal Francesco Salesio Della Volpe (71 anos)          | Itália          | 57    |
| 04/12/1916 | criação de 10 Cardeais + 1 In Pectore:                            | Vaticano        | 67    |
| 04/12/1916 | Pietro La Fontaine                                                | Itália          | 67    |
| 04/12/1916 | Vittorio Ranuzzi de 'Bianchi                                      | Itália          | 67    |
| 04/12/1916 | Donato Sbarretti                                                  | Itália          | 67    |
| 04/12/1916 | Auguste-René-Marie Dubourg                                        | França          | 67    |
| 04/12/1916 | Louis-Ernest Dubois                                               | França          | 67    |
| 04/12/1916 | Tommaso Pio Boggiani, O.P.                                        | Itália          | 67    |
| 04/12/1916 | Alessio Ascalesi                                                  | Itália          | 67    |
| 04/12/1916 | Louis-Joseph Maurin                                               | França          | 67    |
| 04/12/1916 | Niccolò Marini                                                    | Itália          | 67    |
| 04/12/1916 | Oreste Giorgi                                                     | Itália          | 67    |
| 08/02/1917 | Morte do cardeal Diomede Falconio, O.F.M. (74 anos)               | Itália          | 66    |
| 09/02/1917 | Morte do cardeal Károly Hornig (76 anos)                          | Hungria         | 65    |
| 13/04/1917 | Morte do cardeal Franziskus von Bettinger (66 anos)               | Alemanha        | 64    |
| 05/03/1918 | Morte do cardeal Domenico Serafini, O.S.B. (65 anos)              | Itália          | 63    |
| 04/07/1918 | Morte do cardeal Sebastiano Martinelli, O.S.A. (69 anos)          | Itália          | 62    |
| 17/09/1918 | Morte do cardeal John Murphy Farley (76 anos)                     | Estados Unidos  | 61    |
| 11/12/1918 | Morte do cardeal Giulio Tonti (74 anos)                           | Itália          | 60    |
| 23/03/1919 | Morte do cardeal Francesco di Paola Cassetta (77 anos)            | Itália          | 59    |
| 11/11/1919 | Morte do cardeal Felix von Hartmann (67 anos)                     | Alemanha        | 58    |
| 15/12/1919 | criação de 6 Cardeais + 1 Revelação In Pectore:                   | Vaticano        | 65    |
| 15/12/1919 | Adolf Bertram                                                     | Alemanha        | 65    |
| 15/12/1919 | Filippo Camassei                                                  | Itália          | 65    |
| 15/12/1919 | Augusto Silj                                                      | Itália          | 65    |
| 15/12/1919 | Juan Soldevilla y Romero                                          | Espanha         | 65    |
| 15/12/1919 | Teodoro Valfre di Bonzo                                           | Itália          | 65    |
| 15/12/1919 | Aleksander Kakowski                                               | Polónia         | 65    |
| 15/12/1919 | Edmund Dalbor                                                     | Polónia         | 65    |
| 17/12/1919 | Morte do cardeal José María Cos y Macho (81 anos)                 | Espanha         | 64    |
| 11/02/1920 | Morte do cardeal Aristide Rinaldini (76 anos)                     | Itália          | 63    |
| 18/03/1920 | Morte do cardeal Filippo Giustini (67 anos)                       | Itália          | 62    |
| 15/05/1920 | Morte do cardeal Giulio Boschi (82 anos)                          | Itália          | 61    |
| 29/08/1920 | Morte do cardeal Léon-Adolphe Amette (69 anos)                    | França          | 60    |
| 02/09/1920 | Morte do cardeal Victoriano Guisasola y Menéndez (68 anos)        | Espanha         | 59    |
| 07/12/1920 | Morte do cardeal José Sebastião de Almeida Neto, O.F.M. (79 anos) | Portugal        | 58    |
| 18/01/1921 | Morte do cardeal Filippo Camassei (72 anos)                       | Itália          | 57    |
| 02/02/1921 | Morte do cardeal Andrea Carlo Ferrari (70 anos)                   | Itália          | 56    |
| 07/03/1921 | criação de 6 Cardeais:                                            | Vaticano        | 62    |
| 07/03/1921 | Francesco Ragonesi                                                | Itália          | 62    |
| 07/03/1921 | Michael von Faulhaber                                             | Alemanha        | 62    |
| 07/03/1921 | Dennis Joseph Dougherty                                           | Estados Unidos  | 62    |
| 07/03/1921 | Juan Benlloch i Vivó                                              | Espanha         | 62    |
| 07/03/1921 | Francisco Vidal y Barraquer                                       | Espanha         | 62    |
| 07/03/1921 | Karl Joseph Schulte                                               | Alemanha        | 62    |
| 24/03/1921 | Morte do cardeal James Gibbons (86 anos)                          | Estados Unidos  | 61    |
| 13/06/1921 | criação de 3 Cardeais:                                            | Vaticano        | 64    |
| 13/06/1921 | Giovanni Tacci Porcelli                                           | Itália          | 64    |
| 13/06/1921 | Achille Ratti (futuro Papa Pio XI)                                | Itália          | 64    |
| 13/06/1921 | Camillo Laurenti                                                  | Itália          | 64    |
| 24/08/1921 | Morte do cardeal Giorgio Gusmini (65 anos)                        | Itália          | 63    |
| 22/09/1921 | Morte do cardeal Auguste-René-Marie Dubourg (78 anos)             | França          | 62    |
| 21/12/1921 | Morte do cardeal François de Rovérié de Cabrières (91 anos)       | França          | 61    |
| 22/01/1922 | Morte do Papa Bento XV (67 anos)                                  | Vaticano        | 60    |
| 22/01/1922 | Morte do cardeal Enrique Almaraz y Santos (74 anos)               | Espanha         | 60    |